# 哈薩克斯坦內政部
内政部是哈萨克斯坦政府的一个部，负责监督哈萨克斯坦警察和哈薩克斯坦国民警卫队（原哈薩克斯坦内政部队）。该部由哈萨克斯坦共和国内政部长领导，由哈萨克斯坦总统任命。内政部长有5名副手，其中權力最大者為第一副部长。
部长和该部所有高级领导的住所，以及所有委员会和部门都位于努爾-蘇丹。